# Pleurostachys foliosa
Pleurostachys foliosa är en halvgräsart som beskrevs av Carl Sigismund Kunth. Pleurostachys foliosa ingår i släktet Pleurostachys och familjen halvgräs. Inga underarter finns listade i Catalogue of Life.